# Hudson Leick
Heidi Hudson Leick (9 de mayo de 1969 en Cincinnati, Ohio) es una actriz estadounidense, conocida por su papel de Callisto en la serie de televisión Xena: la princesa guerrera.

## Biografía
Hudson Leick o  Heidi Hudson Leick nació el 9 de mayo de 1969 en Cincinnati, Ohio, Estados Unidos. Durante la secundaria, se trasladó a Rochester, Nueva York. Más tarde asistió a la Neighborhood Playhouse School de  Nueva York.

## Carrera
Hudson Leick comenzó su carrera como modelo en Japón, pero decidió concentrarse en la actuación. Ella tomó cursos de teatro y dicción para mejorar su voz. En 1992, ella apareció en un episodio de la serie de CBS Schoolbreak Special. Al año siguiente, Leick apareció en un episodio de Law & Order.